# EME (小説)
『EME』（イーエムイー）は、瀧川武司による日本のライトノベル。イラストは尾崎弘宜が担当。富士見ファンタジア文庫（富士見書房）より2002年2月から2008年2月まで刊行された。第4回龍皇杯優勝作品（『伝説の勇者の伝説』との同時受賞）。

## 登場人物
キャラクター名の後ろのカッコ書きはドラマCDでのキャストを指す。また『BLACK』『BLUE』『RED』は登場作品を表す。

### EME

#### PC課
乾 紅太郎（いぬい こうたろう）（原田正夫）『BLACK』『BLUE』『RED』
本作の主人公。複数の女性から好意を寄せられ、右往左往をしている主人公。
作中では「紅（こう）」という通称で書かれることが多い。
『BLACK』ではPC課の黒部付きの見習いGA。
『BLUE』『RED』ではPC課のエースGA。三木也とのコンビは現PC課エースツートップ。
AAは「力場干渉能力」。物質に手を触れずに力を作用させることができる（いわゆるテレキネシス）。幼い頃、力を暴走させ住んでいた町と母を含めた住民達を破壊してしまい、その後対象が「目視できる無生物」に威力が「自分の筋力と同程度まで」と限定された。唯一の例外として、自分の肉体にのみ力を作用させて常人の倍近い運動能力を発揮することができる。ただし、能力によって動かしただけ疲労も発生するので、自分の肉体に干渉すると倍の速度で疲労することになる。EMEに入ってからは、一度もAAを暴走していない。
黒部・スミレとは兄・姉ないし父・母の様な擬似家族の様な関係だった。なお現在まで実の父親に関する記述は無い。
過去のトラウマから他人とのコミュニケーションが苦手だったが、スミレや黒部との交流や普通の高校に通う様になり克服。
表向きは授業時間のほとんどを寝て過ごすダメ高校生。「それでも進級・卒業出来るようになっている」ので周囲から怪しまれない為一年毎に学校を転校している。一年・一乃下→二年・弐乃中→三年・参乃上。
パートナーは同課の茜・蒼・三木也と組む事が多いが、DH課の乱のお守りやOP課の良子の対応等もよく押し付けられている。三木也と出た回数が一番多い。
好きな人（少女?）がいるらしい。
一度だけ、桃にズボンを脱がされたことがある。しかし運良く、■（百々目）と桃、三木也しか見ていなかった。その後、桃に物凄いほどまでの殺気をむけた。
ある事情により、必要最低限以外の給料を他のところにまわしているらしい。
自炊は全くせずジャンクフードやファストフードばかりだが、味覚が幼い訳でもないらしい。チェリーをこよなく愛す。
EME有数の射撃技術の持ち主。純粋な技術だけでなく、AAを用いて銃身を固定したり弾倉を素早く交換することで、効率を何倍にも高めている。
武器は『BLACK』ではベレッタM92F改のみを使っていたが『BLUE』『RED』では黒部から譲り受けたコルトM1911A1改との二丁拳銃を使用。big-benと呼ばれる口径が100の銃を撃ったこともある。
大規模な掃討作戦の場合はイングラムM10やM11を愛用。本人曰く「身軽さを重視」。
よくレメゲトン会の幹部「ミスター・マルバス」に戦いを申し込んで、よく負けているらしい。本人いわく「敗率100%」だが、「RED」でそれまで封印していたキック技を使い、見事捕まえている（しかしその後豪快に逃げられている）。
AAとは関係のない体質として、脅威なまでの 変態招来体質を持つ。
桧絵馬 茜 （ひのえうま あかね）（堀江由衣）『BLUE』『RED』
BLUE、REDのヒロイン。紅がメインGAとして初めてあたった任務で出会った、地味で質素で謙虚で大人しい少女。
事件後、紅にスカウトされ、EMEのPC課に紅付きの見習いGAとして所属することになった。紅に好意を持っている。
AAは「強制妖媒能力」。自分の周囲に存在するPCの能力を一時的に自分の物として使用することができるが、未だに制御しきれていないので無意識に影響を受けてしまう事がある。及びPCを引き寄せやすい体質。
自分が持っている特異体質を制御できず、各地を転々としてきた。その為、顔見知りがかなり激しく、人（特に男性）とは、百々目や紅などを除いて話しかける事があまり無いが、PCも含め動物は大好き。
本を読むのが好きでよく図書館へ行く、EMEに入らなかったら図書館員になりたかった。
整理整頓が好きで汚い環境が耐えられない。
家事が得意で、特に昔から自炊をする事が多く、料理の腕に自信が有り、紅に弁当を作ってきたりする。
最近はよく任務以外の時間に百々目と一緒に行動する事が多く、紅をやきもきさせている。百々目の顔を知っている人の一人。一番頼りにしている人は、先輩の紅。紅と一緒にいる時、顔を赤くしている（ことが多い）。謙虚で質素で地味な為か、好意を持たれることも多い。
最初に倒したPCは、子供の時に出会った鎌鼬。
主に本部でPCの飼育任務にあたっている為、銃は所持していない。紅のアシスト任務の時にはEME管理のPCを連れて行く事が多い。一番連れて行くのは、ワット君である。
基本的に常識的だが、ネーミングセンスだけは極めて独特。
ワットくん
茜がEMEに所属するきっかけとなった事件で出会った雷獣。現在は茜の家で飼育されており、茜の良きパートナーとなっている。泣き声は「ヂ」。大きさは柴犬位。風狸と狐火の仲裁役。伸びをする時に、静電気が発生することがある。あとがきでの走り書きの文章では紅である。
フルネームはヒノエウマ＝アンペア＝ボルト＝ワットくん（茜の命名である）。
パスカルくん
紅と茜がともにあたった任務で保護した、狸と鼬の中間のような外見の風狸。風を起こし自在に操る能力を持つ。現在は本部で飼育されている。泣き声は「ゴ」。大きさは雷獣よりひと回り大きい。よく狐火と喧嘩している。あとがきでの走り書きの文章では茜である。
フルネームはヒノエウマ＝ミリバール＝ヘクト＝パスカルくん（茜の命名である）。
ケルビンくん
紅と茜がともにあたった任務で保護した狐火。尻尾の先に青白い炎を燃やし自在に操る能力を持つ。人間を憎んでいるようである。現在は本部で飼育されている。泣き声は「ボ」。大きさは風狸よりひと回り大きい。保護される際に邪魔された事を根に持っているのか、よく風狸に喧嘩を吹っかけている。あとがきでの走り書きの文章では蒼である。
フルネームはヒノエウマ＝モル＝ジュール＝ケルビンくん（茜の命名である）。
巽 蒼乃丞（たつみ あおのじょう）（井上喜久子）『BLUE』『RED』
BLUE、REDのヒロイン。アメリカ留学から帰国してEMEに配属されたエージェント。しかし、その正体はEMEの現長官である。祖父は、元EMEの長官。
作中では「蒼（あお）」という通称で書かれることが多い。
AAは「運動停止能力」（通称ベクトルゼロ）。運動エネルギーや熱量など、あらゆるエネルギーを中和・相殺する能力である。特に自分が触れた物体なら、エネルギーを完全に奪い取ることができる。ただし、奪ったエネルギーは彼女の体が吸収するため、過度の使用は体を破壊する。
銃の腕前は、運動停止能力ことベクトルゼロにより、紅と同じぐらいの強さである。他にも、パンチなどをベクトルゼロで無駄な力を無くすことで、かなりの威力を誇る。
紅をからかうのが好きで、あったら必ずと言っていい程からかったりして楽しんでいる（時には紅を奴隷のように扱っている時もある）。なので紅は影で蒼のことを「悪魔」と呼んでいたりする。百々目の顔を知っている人の一人。
かなりの美人でEME内では瑠璃姫と比べられるくらい人気がある。
黄泉 三木也（こいずみ みきや）『BLACK』『BLUE』『RED』
『BLACK』ではPC課の黒部付きの見習いGA。
『BLUE』『RED』ではPC課のエースGA。紅とのコンビは現PC課エースツートップ。
AAは「瞬間移動能力」。体積が自分未満なら自分が手を触れた無生物を視界内の場所に瞬間移動させることができる。また、一日に二度だけであるが、自分自身を瞬間移動させることもできる（いわゆるテレポーテーション）。しかし、母体移動はかなり体力を消耗する。
髪をよく色々な色に染めている（作品内では金髪に固定されている）。なので紅に会ったら必ず「将来ハゲる」と言われている。なのに止めようとしない。紅の前では気にしていない素振りを見せるが、実はかなり気にしているらしく、良子の所に育毛剤を求めに行ったこともあった。潜入での任務の時は染め直される。金髪の前は、緑だったらしい。
紅によく説教をするがいつもかわされる。からかっても無視される。
動物がとても好きだが、人に見られたくないらしい。
AAを用い手に銃を瞬間移動する事でEMEでも有数の抜き打ちの速さを誇るが、銃の腕前は平均程度。
大規模な掃討作戦の場合は黒部の影響かショットガンを愛用。
黒部（くろべ）『BLACK』『BLUE』『RED』
PC課のGA。元EME最強のツートップのひとり。紅と三木也の師匠。
AAは「空間掌握能力」。重量と質量を操作し小規模なブラックホールを形成する能力。「攻撃線」と「防御球」のふたつの技を使いこなす。強力ではあるが、消耗が激しい能力である。影を操るような姿から「影の黒部」とよばれる。
攻撃線
微少な球体を連結した線状のブラックホールを飛ばし相手を攻撃する。
防御球
無数のバスケットボール大のブラックホールを自身に纏わせて防御する。
粗暴粗野な荒々しい雰囲気の男だが、優しさも持ち合わせている。
武器はコルトM1911A1改を使用。
大規模な掃討作戦の場合はレミントンM31イサカM37等ショットガンを愛用。
「塔」の事件後EMEを去り、現在消息不明。
なお、名前だけは『BLUE』『RED』にも登場しているが、本人が登場するのは『BLACK』のみである。
白木（しらき）『BLACK』『BLUE』
PC課のエージェントリーダー。
AAは「攻撃超過能力」。自ら使用する兵器の破壊力を一時的に上げる能力で、発動させると自身と武器が燐光に包まれる姿から「光の白木」とよばれる。
非の打ち所がないほどの美しい顔立ちの男で、元EME最強のツートップのひとり。耐熱性と防弾性に優れた黒いコートを常に着用している。
使用する武器は右手のS&W M29シルバーカスタム、左手のバスタードソードから、「剣銃の白木」ともよばれる。
『RED』『BLUE』において、はっきりと名前こそ出てはいないが、PC課のエージェントリーダーとして在籍している事を示唆している様な表現がある（EME内3大美形の一人にPC課のエージェントリーダーが挙がっている事など）。
スミレ 『BLACK』『BLUE』
SD課からPC課に移ったGA。
AAは「生体治癒能力」。あらゆる生体の治癒を可能とするが、相手の生命力を快復させると自身の生命力が削られるため治癒には限界がある。また人体は過度の治癒では抗体を生じ免疫ができるため多用は不可。バックアップ担当。
知的な顔立ちで暖かな優しさを醸し出す女性。
EMEに連れてこられた当時の周りに対し心を閉ざした紅に根気よく接し、変わるきっかけとなった。
紅にとって頭の上がらない姉ないし母の様な存在。
現在、精神を病み治る見込は無い。
真中 橙吉朗（まなか とうきちろう）『BLACK』
PC課の白木付きの見習いGA。
AAは「温度感知能力」。赤外線を感知できる。肉体の体表温度から、健康状態も分かる。能力使用時は瞳がオレンジ色になる。人間サーモトレーサー。
健康グッズマニアでハードトレーニングで体を苛め、グッズで癒すのが趣味。
白木に心酔し自らをもその力の内側にあると思っている。
諸緒島の任務には火炎放射器を二丁使用。
狼猿キメラに首を噛まれ死亡。その時、尊敬していた白井先輩の名前をつぶやいていた。
涅川 升ノ介（くりかわ しょうのすけ）『BLUE』『RED』
父親の作ったミミック「クロ」を大切にしている少年。昔の紅に似ている。 紅付きの見習いGA。紅と茜に会ったことで父親に従順な性格から、一部の人と話せるようになった。昔、母親に買ってもらったオルゴールをいつも持っている。使っている部屋は、昔、紅が使っていた部屋だった。
山吹（やまぶき）『RED』
PC課の三木也付きの見習いGA。
AAの名称・能力不明。
二十代中盤のOL風の女性。
鳩羽 圭一（はとばね けいいち）『BLACK』
鳩羽 圭二（はとばね けいじ）『BLACK』
PC課のGA。
AAは「引力操作能力」。自身に作用する引力を強めることができる。二人共同じ能力で離れた相手の引力を感知できる。
筋肉質で童顔な大男の双子。いつもニコニコ笑っている。好奇心旺盛な子供っポイ性格。兄圭一、弟圭二。
現在消息不明。
小豆屋 大福（あずきや だいふく）『BLACK』
PC課のGA。世界一身軽なデブ。
AAは「自重軽減能力」。自身に働く重力を減らすことができる。体重が五十キロのときは五十キロ、体重が百キロのときは百キロ、体重が百八十キロの現在は百八十キロの重力を減らすことができる。どこまで減らすことができるのか確かめる為常に間食している。
曲芸師の如く地上と空中を跳ね回り、相手を霍乱しながら、敵を撃っていく。
露草に島に入った後すぐに刺されたキメラの倍の毒を刺され、死亡。
露草（つゆくさ）『BLACK』『RED』
元SD課、現PC課のGA。マッドドクター。
AAは「薬物製造能力」。体内で様々な薬品を作りだす事ができる。エンドルフィンやエンケファリンで痛みを消し、アドレナリンで身体能力を向上させる。もともとは、医者であり、医療事故で、人を殺したことで辞めた後、EMEに勧誘された。
髑髏の刺繍をした黒い白衣を着ている元医者。不健康そうな不気味な男。
島の事件の最後、研究員が研究所を爆発させた時、爆発に巻き込まれて死亡。
群青（ぐんじょう）『BLACK』
PC課のGA。
AAは「弾丸操作能力」。正確には「物体通過能力」や「物質浸透能力」等を兼ね備えている。
光本 （こうもと） 『BLACK』『BLUE』『RED』
PC課の前任課長。
AAの名称は不明だが、ビー玉大の水晶球に光を溜め、レーザーの様に光を放つ描写から「光」を操る能力と思われる。
隊員を道具のように扱う非情で無感情な男。銀縁眼鏡をかけている。
「塔」の事件後忽然と姿を消し、現在消息不明。
水狩 一馬 （みずがり かずま） 『BLUE』『RED』
PC課の後任課長。飄々としている男だが侮れない雰囲気をもつ。競馬新聞を持っている時が多く、茜にどれが勝つかを質問したこともある。また、居眠りしていることも多い。
AAの名称不明だが、因果応報と言っているところや、敵にパンチもせずに、敵のパンチの威力を返しているところから、復讐系の能力だと思われる。

#### DH課
瑠璃姫 清音（るりひめ きよね）『BLACK』『BLUE』『RED』
DH課の課長。とても美しいらしい。常に護衛が付いている。
AAは「天啓」。世に言う「未来予知能力」。全身性のアルビノ。
闇市 深作（やみいち しんさく）『BLACK』
DH課のエージェントリーダー。横文字を嫌いDH課→闇市組、エージェントリーダー→組長と呼ばせている。
AAの名称は不明だが、砂鉄で扉を形成したり、興友の鉄槍を止めたりした描写から「磁力」を操る能力と思われる。
百合咲（ゆりざき）『BLACK』『BLUE』
『BLACK』では元SD課、現DH課闇市付きのGA。
『BLUE』ではDH課のエージェントリーダー。現EME最強ツートップ。
AAは「物体透視能力」。
寝技最強。
薔薇垣（ばらがき）『BLACK』『BLUE』
『BLACK』では元SD課、現DH課闇市付きのGA。
『BLUE』ではDH課のエースGA。現EME最強ツートップ。
AAは「凝血破壊能力」。
立ち技最強。
朽葉（くちば）『BLACK』
DH課のGA。
AAは「弾頭変形能力」。
杏子（あんず）『BLACK』
DH課のGA。
AAは「物体融解能力」ないし「物体凝固能力」。
団栗（どんぐり）『BLACK』
DH課のGA。
AAは「肉体崩壊能力」。
道成寺（どうじょうじ）『BLACK』『BLUE』『RED』
元PP課、現DH課のエージェント。暗殺任務専門のプロフェッショナルで、有数の暗殺組織マニア。変人だらけのEMEの中でもとびきりの変わり者。元「阿修羅の手」のひとりだった。
AAは「自殺幇助能力」。鈴の音を聞かせることによって脳神経の一部に共鳴し（自責と自責行為にのみ作用する）、自殺へと誘い込む能力。心に後ろめたい感情を持つ者ほど少ない鈴の音でこの世を去る。人呼んで「道成寺の鐘」。
虹橋 乱（にじばし らん）『RED』
元PP課、現DH課のエージェントなのだが、出張任務が多いため半ば無所属状態と化している。昔からの知り合いである紅が面倒を見させられることが多い。
普段は天然ボケ気味のおっとりした少女なのだが、キレると荒っぽい口調になり、チェーンソーや斧を振り回す危険人物と化す。
AAは「自己暗示能力」。自分に強力な暗示をかけることにより別の人物になりきり、その人物の身体特性や性格までも再現する能力である。ただし、そのまま別の人物になりきってしまい、自力で元に戻れないことが多い。看護婦や尼僧のコスプレをよくしている。

#### OP課
鈍（にび）『BLACK』
OP課の課長。
AAの名称は不明だが、槍や人体が空中でスローになったり、自身を加速する様な描写から「空間湾曲能力」と思われる。
火野（ひの）『BLACK』『BLUE』『RED』
OP課のエージェントリーダー。OP課トップの破壊率を誇る。通称「ガントレットの火野」「破壊する学者」。「キング・ジョー」という名のドーベルマンを飼っている。
AAの名称不明。
硝子（しょうこ）『BLACK』
OP課のGA。
AAの名称不明。
丁子（ちょうこ）『BLUE』『RED』
OP課のGA。OP課トップの回収率を誇る。通称「針女」上品な声で下品に話す。
AAの名称不明。
陣（じん）『BLACK』『RED』
元SD課の課長、現OP課のGA。
AAは「魔人変貌体質」。
SD課解体後OP課の平GAへ降格、しかし未だに「陣課長」と呼ぶ者が多い。
輪子（りんこ）『BLACK』『RED』
OP課のGA。
AAの名称は不明だが、作中の描写から「船の操舵」に関する能力と思われる。
捻り鉢巻姿の豪快な女性。EME随一の操舵技術を誇り、EME所有の複数の船の船長・責任者を兼任している。
山鳩（やまばと）『BLACK』
OP課のGA。EME三剣士の中核。「剣は心」
AAの名称・能力不明。
檜皮（ひわだ）『BLACK』
OP課のGA。EME三剣士の一人。「剣は力」
AAの名称・能力不明。
ウリ坊
成長しても縞模様が消えないPC猪。
蘇芳（すおう）『BLACK』
OP課のGA。EME三剣士の一人。「剣は技」
AAは「鱗粉浮揚能力」。技は「地獄蝶」
浅葱 太秦（あさぎ うずまさ）『RED』
OP課のGA。端正な顔立ちをしているが、渦巻いている瞳から変人であることが窺い知れる。
希代のドリルフェチで、紅にドリル語という日本語の語尾に「ドリ」をつけただけの言語を強要する。
ドリル帝国の建国を夢見るような発言がちらほらあり、否定すると反ドリル思想者「ルリド」とされ、襲い掛かってくる。
AAは「回転運動能力」。自分の周囲に回転運動を発生させる能力で、自分が持っているドリルを回したり、自分を巨大ドリルにすることもできる。
百々目（どどめ）『RED』
OP課のGA。通称■。
AAは「障壁形成能力」。混血児と違い任意の空間に力場（見えない壁）を発生できる。
黒い箱を常に被っており、素顔は茜と蒼しか知らない。本当はかなりの美形らしい（最も、美的センスがかなり悪く、自分の顔が醜いと言っている）。極度の恥しがり屋。
鉄御納戸 良子（てつおなんど りょうこ）『RED』
元SD課、現OP課のGA。EME内の自室から滅多に外に出ようとしないため、世間知らず。
AAは「偶発発明能力」。突然、天啓を得たかのように様々な物品を製作する能力である（製作中は良子には自覚はなく、気がついたら出来上がっている）。ただし設計図にできないほど複雑なので再現は不可能なうえ、大抵とんでもない仕掛けがあることが多い（たとえば全世界の核爆弾の発射スイッチや、自動戦闘型乳母車など）。太陽の光を浴びると細胞が原子レベルで崩壊するらしい発言をしているが、外出するエピソードも多いため、外に出たくないがための言い訳と思われる。
瀬戸銀次（せとぎんじ）『BLACK』『RED』
OP課のGA。
AAは「式神使役」。黒部や紅の話からすると瀬戸物を式神にする模様。
また蒼の祖父との面識があり、八百万機関がEMEと名称を変える前から存在する古参のGA。
深泥ヶ沼（みどろがぬま）『BLACK』『RED』
OP課銃器管理部所属。深い沼から這い出てきたような声が特徴。旦那の存在をぼやいたことがある。

#### PP課
等々力 墨（とどろき ぼく）『BLACK』『BLUE』『RED』
PP課の課長。紅をEMEに入れさせた人の為、紅の頭の上がらない人の一人。
AAの名称・能力不明。
源平 桃子（みなもとだいら ももこ）『BLUE』『RED』
PP課のGA。三木也や紅の幼馴染。
AAは「精神感応能力」。相手の思考を聴覚と同じ要領で読み取ることができる。その為、厚い壁越しに思考を読み取ることはできない。また、運動停止能力で周囲の空気を停止させている蒼と、元から思考回路が妙な乱の思考を読み取ることはできなかった。『BLUE・2』に登場した際は70年代風の私服の格好をしていた。紅をよくからかう。酒を飲むとかなり酔っ払う。
紅が好きだと思われる描写がある。
ミドリ 『BLUE』『RED』
PP課のGA。男装しているが、本当は女（知っているのは紅のみ）。一度だけ、自殺をしようとした事がある。
AAは「空中浮遊能力」。
月下 英雄（つきした ひでお）→月下 万丈（つきした ばんじょう）『BLACK』『RED』
PP課のGA。正義のヒーローを気取っており、真っ赤なギターと公道を走れないような改造車を持っており、紅を弟子にしたがっている。
AAは「衝撃蓄積能力」。自分が受けたダメージを体内に蓄積し、一気に開放することができる。ダメージを体に留めておくには時間制限があり、過ぎると体の中で爆発する。
枇杷樹 万丈（びわき ばんじょう）→枇杷樹 英雄（びわき ひでお）『RED』
PP課の月下付きの見習いGA。
AAは「分解構成能力」。「変態」。

#### 元SD課
ミル 『BLACK』
元SD課のGA、現在の所属は不明。
AAは「言語理解能力」。人間以外の霊長類の言葉を理解する事ができる。
小柄な少女。
島の事件で怪物に襲われ死亡。
アルキメデス
頭の中に数冊分の辞書が入っている天才チンパンジー。改造班が作った小型銃「モンキーベレッタ」を使いこなす。
島の事件で怪物に襲われ死亡。
セイジ 『BLACK』
元SD課のGA、現在の所属は不明。
AAの名称は不明だが、動体物の皮膚や筋肉の線を見極める事ができる。
無口で頬に傷がある。矛の様な巨大なメスを使う。
島の事件で怪物に襲われ死亡。
ラクダ 『BLACK』
元SD課のGA、現在の所属は不明。
AAの名称は不明だが、自身にこぶを作る事ができる。肩のこぶは駱駝同様栄養素が溜まっていて、数日飲まず食わずで活動可能、また防御の役割も果たす。両手・両足の甲に硬質のこぶを作り打撃の威力を上げる。
手足の長く細く見えるが、しっかり筋肉がついている。空手の有段者。
島の事件で怪物に襲われ死亡。

#### 上層部
12人の老人達 『BLACK』『BLUE』
EMEの前任長官。
蘆屋 透明（あしや すけあき）『BLACK』
八百万機関最後の副長官。
安倍 無支祁（『BLACK』では、示すへんにおおざと）（あべの むしき）『BLACK』『RED』
八百万機関最後の長官。蒼の祖父。
代理（だいり）『BLUE』『RED』
EMEの長官代理。本名不明。

#### その他
鉄御納戸 鋼太郎（てつおなんど こうたろう）『RED』
良子の父。
鍋島 柿八（なべしま かきはち）『BLACK』『RED』
EME本部食堂の料理長。焔の料理人。
AAは「絶対味覚能力」。一口食っただけで、使った食材などが判る。
鍋島 七八（なべしま ななはち）『BLACK』『RED』
AAは「絶対味覚能力」。柿八より能力は数段下がる。
スネコスリ 『RED』
EMEに住み着いているPC。猫に似ているが、手足や耳が胴体に張り付いている。一度住み着いた所から離れようとしないため、放し飼いにされている。

### 地下迷宮事件
プレイヤー・マーリン 『BLACK』
三十年前に死んだとされる大英帝国稀代の大魔術師R・H・ハウゼン。
十五年前、西のゴーレム法と東の式神法の雌雄を決するためにプレイヤー・セイメイにロンドンの地下街でチェス形式の決闘を挑み勝利。
プレイヤー・セイメイの子供から東京の地下街で将棋形式の決闘を挑まれ応じるが「持ち駒」を知らず足をすくわれ式神の竜に噛み殺される。
プレイヤー・セイメイ 『BLACK』
木曾地方の式神法を受け継ぐ村随一の術者だったが、十五年前プレイヤー・マーリンに敗れ右腕を失った。
その後、我が子を復讐の道具として育てたが、子が「憎悪」で形成してしまった式神によって殺された。
円谷 将子（つぶらや しょうこ）『BLACK』 
最近東京の女子高へ転校してきた少女。駅に向かう途中で事件に巻き込まれた。
しかしその正体は二代目プレイヤー・セイメイ。EMEの介入を見越し将棋形式の決闘を挑み黒部・紅を「持ち駒」としプレイヤー・マーリンを討つが「父の式神」である自分をこの世から消す為、敢えて生存者達に竜を嗾け黒部に撃たれ命を落とす。紅が惚れた人。

### 島の事件
女郎花（おみなえし）『BLACK』
元EME・SD課所属の科学者。
小津島の研究施設でキメラ細胞の研究を行っていたが爆発事故に巻き込まれ死亡したと思われていたが、実は本人の手による偽装であり、実際はキメラ細胞によって仮の肉体を作り脳を移植していた。
キメラ細胞の維持に不可欠な物質を含むエキドナを必要としない新種のキメラ細胞を使い世界を塗り替えようとしていたが、黒部にキメラ細胞を崩壊させる薬を注射され死亡。
エニュオ・ペンプレド・デイノ 『BLACK』
女郎花博士の助手の三姉妹。博士に心から心酔しており、自ら進んで人間と蛇のキメラになった。残忍な性格。
一体ずつ黒部、白木、露草により撃破される。

### 吸血鬼
清光（きよみつ）『BLACK』
新選組一番隊組長沖田総司。名前は加州金沢住長浜兵衛藤原清光から。
之定（のさだ）『BLACK』
新選組副長土方歳三。名前は和泉守兼定十一代兼定から。
国重（くにしげ）『BLACK』
新選組三番隊組長斉藤一。名前は摂州住池田鬼神丸国重から。
興友（おきとも）『BLACK』
新選組十番隊組長原田左之助。名前は江府住興友から。
兼常（かねつね）『BLACK』
新選組六番隊組長井上源三郎。名前は奥州白川住兼常から。

### 阿修羅の手
「インド人」『BLUE』
世界一明るい殺し屋。別名「チンナマスタ」。
SSは「繊維形成能力」。肉体の一部と一部を合わせることによって極細の繊維を形成する能力。繊維は柔軟だが、切れにくく、張り詰めることにより物体を容易に切断する。しかし数十秒で崩壊する。
紅を狙ったが返り討ちに遭い、捕縛。
「中国人」『BLUE』
世界一暗い殺し屋。別名「無音殺手（ウーインシャアショウ）」。
SSは「感覚遮断能力」。自身の気配を完全に断絶する能力。
武器は飛び出し式ナイフがついたヌンチャク、ジャックナイフヌンチャク。
三木也を狙ったが返り討ちに遭い、死亡。
「ベトナム人」『BLUE』
世界一残忍な殺し屋。別名「HEDGEHOG」。
SSは「体毛操作能力」、もしくは「体毛硬化能力」。体毛を操作し、巨大な針を作る能力。
紅を狙い巽家に襲撃するも葵のSSによって、行方不明（鯨に食われたらしい）。
「日本人」内木 雪舟（うちき せっしゅう）『BLUE』
世界一優しい殺し屋。EME一般隊員であるが「阿修羅の手」の内通者。
SSは「レムシンクロ」。眠っている相手の意識の中に侵入する能力。
紅をギリギリまで追い詰めるも三木也の手により、死亡。
「雑種」『BLUE』
世界一信念の欠けた殺し屋。
SSは「肉体変化能力」。あらゆる人物に完全に化けることができる能力。
茜に化け紅を狙うが紅により、捕縛。風間　幽渓をおびき寄せた。
「混血児」『BLUE』
世界一己の信念に生きる殺し屋。
SSは「障壁形成能力」。自身を力場で覆いあらゆる攻撃を防ぐ能力。
武器は日本の刀と、西洋の剣。
紅と三度戦い二度勝つが、最後に敗れるとどこかへ失踪。
作者曰くモデルは、旧ルパンに出てくる白乾児（バイカル）らしい。

### レメゲトン会
ミスター・マルバス 『BLUE』『RED』
レメゲトン会幹部の一人。
ワー・ライオンタイプのライカンスロープのデミヒューマン。

### アリババ
アリババ 『RED』
実際に団を統率している頭。
カシム 『RED』
アリババの兄。残虐な殺人者で、ロック鳥に空からバンに落とされて死亡。

### 伊呂波荘の住人（抜粋）
磯野鰹 頼子（いそのかつお よりこ）『RED』
伊呂波荘の管理人。一階イ号室。
27歳未亡人。不治の仮病で、よく調子良く調子悪いと床に臥せている。老犬ホームズを飼っている。
綾小路 Ω（あやのこうじ おめが）『RED』
二階ヲ号室。
オギャンオスを世に広めた男で、かなりのパープリン。伊集院家の伊集院死愚魔とは、幼い頃から突っかかっていたらしい。

### 私立参之上高校
生徒会長 『BLUE』『RED』
万年筆が服を着て歩いているような眼鏡をかけた女子生徒。紅がケンカしたときの目撃者の1人で、紅に思いを寄せているらしい描写がある。紅曰く精密な人間。
織田（おだ）『BLUE』『RED』
紅と天下取りを目指す不良。高校一硬派な男。ケンカの時に髪の毛を捕まれないよう丸坊主にしている。留年しており、噂では20歳を越えているとも。紅のケンカのもう1人の目撃者であり、紅と本気でケンカをしてみたいと願う。紅の視点からすると、相当ケンカが強いらしい。
クラスメイトから恐れられているらしく、面と向かって織田と話せるのは紅と生徒会長、チュウ、坂本、勝くらい。
坂本（さかもと）『RED』
高校一軟派な男で、108人の女性と関係を持ちたいと言っている。
勝（かつ）『RED』
　髪を茶色に染めており、化粧をしている。紅曰く杜撰な動物。生徒会長の近所に住んでいるらしい。
石田（いしだ）『RED』
隣のクラスの生徒会副会長。生徒会長が好きなような描写がある。
木の下 ねずみ（きのした）『RED』
織田の舎弟と自称する一歳年下の後輩。愛称は「チュウ」
明智（あけち）『RED』
織田曰く学のある不良。タイ語も喋れるらしい。織田を倒すのに執念を燃やす男。

### 巽家
巽 葵（たつみ あおい）『BLUE』『RED』
「アオママ」と呼んで欲しいそうだが未だ誰も呼んでくれない。不思議な性格の持ち主。
SSは一定空間内に海を召喚する「アオママオーシャンブルー」。
薯蕷芋 妹子（とろろいも いもこ）『BLUE』『RED』
巽家のメイドである「ハンドメイドメイド」の作者だが、まったく似ていない。

### その他
風間 幽渓（かざま ゆうけい）『BLUE』
風狸の競売を行っていた成金。紅を自らの手で殺すために阿修羅の手を雇ったが、道成寺の鐘によって殺された。
涅川 槃三（くりかわ はんぞう）『BLUE』
ミミック作りが得意な人間。息子のミミックに殺された。葛籠の一族の一人。
涅川 琴音（くりかわ ことね）『BLUE』
升ノ介の持っているミミックに取り込まれている、升ノ介の母親。葛籠の一族の一人。
血滴子（シュエティツ）『RED』
玄（げん）『RED』
通称「拾い食いの玄」情報を良く拾ってくることが多いことから付いた名らしい。かなりの倹約生活をしているらしい。
綾小路 α（あやのこうじ あるふぁ）『RED』
Ωの妹。おでこが弱点らしい。「おシャラップ」と言うことが多い（お黙りらしい）
古井（ふるい）『RED』
SSは「物質硬化能力」。
虹橋 嵐（にじばし らん）『RED』
虹橋 乱の双子の兄弟。SSは「他者催眠能力」。
琉球（りゅうきゅう）『RED』
SSは「物体球化能力」。

## 組織

### 各国特務機関
EME
世に蔓延る様々な怪奇現象を秘密裏に解決する日本の独立機関。
かつては京に都ができた頃に陰陽寮として創設、その後中国の同等組織を参考に八百万機関として改変。更に大戦後アメリカの同等組織フーズ・フーを母体としEMEへと改変され現在へと至る。
複数の無人島を所持しており様々な飼育施設や研究施設が設置されている
正式採用拳銃はベレッタM92F、使用者の体格等により改造班により若干の改良が施される。ベレッタ以外の銃も申請すれば支給される。また大規模な掃討作戦の際にはOP課銃器管理部所蔵の古今東西の様々な銃火器が貸与される。任務内容によって銃器の指定がある場合や、ある程度自由に火器が選べる場合がある。
隊員は「黒いスーツの着用」を義務付けられているが、乱・桃・丁子・硝子・道成寺等守らない者もいるが黙認されている。
フーズ・フー
アメリカのEMEの同等組織にして大戦後のEME母体組織。
八百万機関をEMEへと改変し12人の長官を送り込む。
パンドラの箱の情報をEMEに流した事からフーズ・フー自体は先代長官達の支配下には無い模様である。
オリンポス機関
ギリシャのEMEの同等組織。
パンドラの箱の発掘の管理をしていたが涅川槃三によって強奪される。
崑崙機関
中国の同等組織。
旧八百万機関創設の際に多大な影響を与えた。
白澤図を所蔵している。
アヴァロン機関
イギリスの同等組織。
エクスカリバーMk2を使いこなす世界的に有名なエージェント・リーダーがいる。

### 阿修羅の手
アジア圏最大の構成人数を誇る暗殺組織。構成員は、普段は一般人だが依頼が来ると暗殺者になるスリーパーとよばれる人間でほとんど構成され、一般人に紛れて対象を狙う。SSを使う、「ライトハンド」と「レフトハンド」とよばれる6人の殺し屋を抱えている。

### レメゲトン会
『BLACK』では72人『RED』では27人の幹部からなる世界規模の犯罪組織。もともとは魔導の探求が核となる組織らしい。日本にも何人かの幹部がおりEMEとは冷戦状態である。特にDH課と衝突を繰り返している事から複数の亜人種が所属していると思われる。

## 用語
略名であるものは、元となった単語をカッコ内に記載。
EME （Eight Million Engine／エイト・ミリオン・エンジン）
あらゆる怪奇現象を秘密裏に処理する架空の機関。旧名は八百万機関（はっぴゃくまんきかん。やおよろずと呼ぶ者もいる）で、大戦後に英訳の頭文字を取ったEMEに名称が変更された。
担当分野によって課が分かれており、PC課、DH課、OP課、UL課、PP課などの部署が登場している。
PC課 （Phenomenon Creature／フェノメノン・クリーチャー）
現象生物と呼ばれる、一般に妖怪・怪物・化け物と言われる生物の処理・管理を主に担当する部署。
EMEの中でも最大規模の部署であるため、人手不足の他の課の手助けに回ることも少なくない。紅や茜はこの部署に属する。
PCはP（プロテクト/保護）指定とT（ターミネイト/殲滅）指定に分かれている。
P指定のPCは主に人に有益または無害な種、T指定されるPCは人畜に危害を与える危険種だが、絶滅危惧種は有害・無害問わずP指定される為、かつてはT指定でも現在ではP指定に変更されているPCもいる。
但し人命が最優先であり、P指定であっても人に危害を加えそうになった場合は殲滅される。また逆に、T指定のPCでも保護することもある。そうした現場での臨機応変な判断を下す権限が、単独任務可能なGAには与えられている。
DH課 （Demi Human／デミ・ヒューマン）
狼男やエルフなど、現代に生息する様々な亜人種の管理を主に担当する部署。
PC課とは担当の判別がしづらい事件が少なくない為、現場での衝突が昔から続いており仲が悪い。
PC課同様、最大規模の部署であるため、他の課の手助けに回ることも少なくない。
指定は不明だが、人間社会に適合し存在登録されている亜人種の行動把握・管理を行っている事から、保護・管理指定と殲滅・捕縛指定と思われる。
また、乱や道成寺等、他の課で手に負えなくなったGAが流れ着く部署でもある。
OP課（Out Of Place Artifacts／アウトオブプレイス・アーティファクト）
特殊な能力を持った物体（オーパーツ）の収集・調査を主とする部署。
OPは回収指定と破壊指定に分かれている。
UL課（Urban Legend／アーバン・レジェンド）
人面犬や七不思議などの都市伝説を調査する部署。
慢性的な人不足の上に、AAを持たないエージェントが多いため、UL課は調査のみを行い、実働任務を他の課（主にPC課やOP課）へ回すことが多い。
PP課（Phenomenon Person／フェノメノン・パーソン）
特殊能力を保有する人間が起こした事件への対応や、特殊能力保有者のEMEへの勧誘を主とする部署。
また、AAの命名もこの部署が受け持っている。
PPは懐柔指定と捕縛指定に分かれている。
SD課（Strange Disease／ストレンジ・ディジーズ）
奇病対策課。小津島の事件後、凍結解体され、PC課とDH課に併合された。
GA（Guardian Agent／ガーディアン・エージェント）
EMEに所属するエージェントのこと。何らかの特殊能力を保有している者が多い。任務の際には原則として、メインとサポートの二人一組で行動する。
なお、必ずこの表記が用いられるわけではなく、単にエージェントと表記されていることも多い。
AA（Agent Ability／エージェント・アビリティ）
GAが保有する特殊能力のこと。GA以外の人間が保有する特殊能力はSS（Superior Skill／スペリオル・スキル）と呼ばれる。

## 既刊一覧

### 長編・過去
- 瀧川武司（著）・尾崎弘宜（イラスト） 『EME BLACK』 富士見書房〈富士見ファンタジア文庫〉、全3巻 
  - 『EME BLACK 1 口を開く魔王の迷宮』、2002年2月20日発売[4]、ISBN 4-8291-1415-0
  - 『EME BLACK 2 悪魔と踊る怪物の島』、2004年3月18日発売[5]、ISBN 4-8291-1598-X
  - 『EME BLACK 3 血に飢えし妖刀の夜』、2005年7月20日発売[6]、ISBN 4-8291-1728-1

### 長編・現在
- 瀧川武司（著）・尾崎弘宜（イラスト）、富士見書房〈富士見ファンタジア文庫〉、全2巻 
  - 『EME BLUE1 アシュラハンド』、2002年7月18日発売[7]、ISBN 4-8291-1446-0
  - 『EME BLUE2 パンドラミミック』、2003年5月20日発売[8]、ISBN 4-8291-1521-1

### 短編
- 瀧川武司（著）・尾崎弘宜（イラスト）、富士見書房〈富士見ファンタジア文庫〉、全8巻
  - 『EME BLUE 1 A Mission After School』、2002年12月20日発売[9]、ISBN 4-8291-1480-0
  - 『EME BLUE 2 DIG DUG SEVEN』、2003年10月18日発売[10]、ISBN 4-8291-1559-9
  - 『EME BLUE 3 UNDEAD』、2004年6月19日発売[11]、ISBN 4-8291-1624-2
  - 『EME BLUE 4 MR.CUBE』、2005年2月19日発売[12]、ISBN 4-8291-1683-8
  - 『EME BLUE 5 ghost town』、2005年3月19日発売[13]、ISBN 4-8291-1694-3
  - 『EME BLUE 6 BLUE MOTHER VS RED BABY』、2005年12月20日発売[14]、ISBN 4-8291-1782-6
  - 『EME BLUE 7 COLOSSEUM』、2006年6月20日発売[15]、ISBN 4-8291-1831-8
  - 『EME BLUE 8 AOFC』、2006年7月20日発売[16]、ISBN 4-8291-1844-X
- 瀧川武司（著）・尾崎弘宜（イラスト） 『EME RED END W-JACK』 富士見書房〈富士見ファンタジア文庫〉、2008年2月20日発売[17]、ISBN 978-4-8291-3261-6

## ドラマCD
- EME mission1 「EME」
- EME mission2 「ライオンハートアタック」
- EME mission3 「RUN 卵 RUN」